# Leptothorax schwebeli
Leptothorax schwebeli är en myrart som beskrevs av Auguste-Henri Forel 1913. Leptothorax schwebeli ingår i släktet smalmyror, och familjen myror. Inga underarter finns listade i Catalogue of Life.